# Retrat de Felip "el Bo"
El retrat de Felip III de Borgonya, anomenat "el Bo", és una pintura a l'oli sobre taula atribuït al pintor Rogier van der Weyden o al seu taller, realitzat després de 1450, que es troba al Museu de Belles Arts de Dijon, França.
L'obra retrata a Felipe el Bo, duc de Borgonya que va participar en les disputes de la corona de França al costat del rei Enrique V d'Anglaterra. En el quadre se li representa amb el collaret de l'Orde del Toisó d'Or al coll, creada per ell mateix el 1430.
En l'època de màxima esplendor del ducat de Borgoña, Van der Weyden va rebre diversos encàrrecs de la cort. En els seus retrats pretenia crear una imatge idealitzada dels seus models. Aquest enfocament, molt popular entre els seus contemporanis, li va suposar un gran èxit entre l'aristocràcia, el clergat i la burgesia, desitjosos de gravar i embellir la seva imatge per a la posteritat. Aquesta pintura és una de les versions del retrat de Felip el Bo executats per Van der Weyden i el seu taller.